# Марусино
Марусино (на руски: Марусино) е село в Люберецки район, Московска област, Русия. Населението му през 2010 година е 490 души.

## География

### Разположение
Марусино е разположено в централната част на Европейска Русия, покрай реките Чьорна и Пехорка. Надморската му височина е 133 метра.

### Климат
Климатът в Марусино е умереноконтинентален (Dfb по Кьопен) с горещо и сравнително влажно лято и дълга студена зима.